# محسن خليلي
محسن خليلي (بالفارسية: محسن خلیلی) (مواليد 14 فبراير 1981 في طهران) لاعب كرة قدم إيراني دولي يجيد اللعب في خط الهجوم . يلعب حاليا لصالح نادي ستيل أزين الإيراني منذ 2010 .